# Myotragus balearicus
Myotragus balearicus (grego derivado do neo-latino: μῦς e τράγος e Βαλεαρίδες "cabra-rato de balear"), também conhecido como cabra da caverna das Ilhas Baleares, é uma espécie da subfamília  Caprinae que viveu nas ilhas de Maiorca e Minorca até sua extinção, cerca de 5.000 anos atrás.
Este animal foi anteriormente descrito como uma "cabra ímpar", mas desde as análises genéticas feitas na Universidade Pompeu Fabra de Barcelona, parece que Myotragus foi mais estreitamente relacionado com ovelhas do que com cabras.

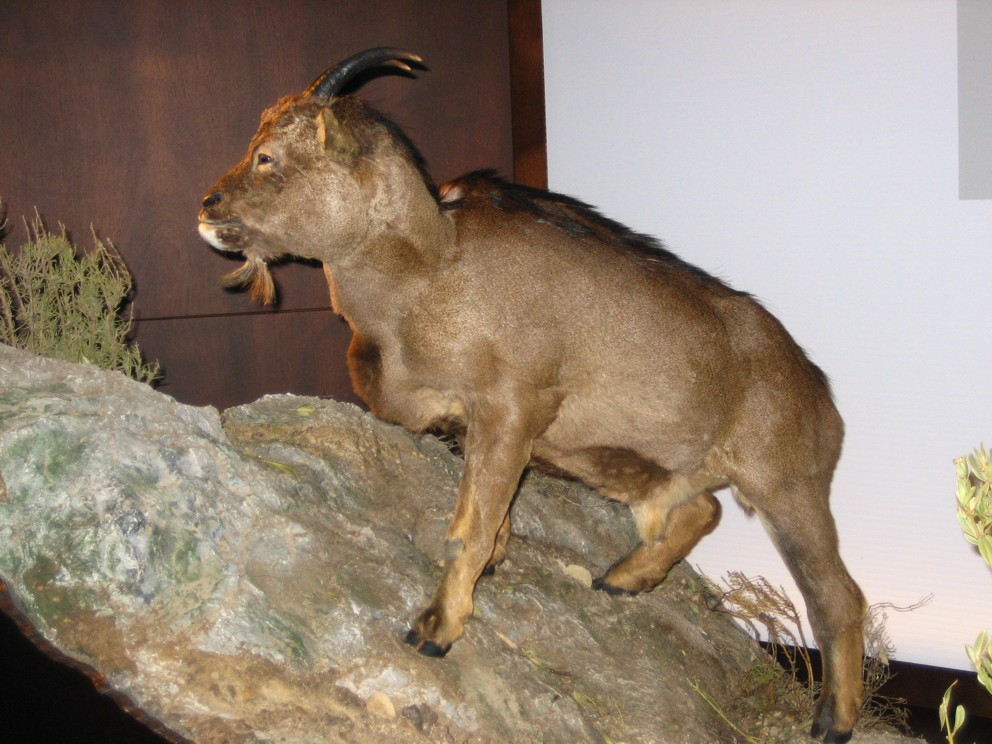
Restauração do animal.